# Henrik Overgaard-Nielsen
Henrik Overgaard-Nielsen est un homme politique danois.
En 2019 il est élu député européen du Parti du Brexit.